# El hornillo eslovo
El hornillo eslovo (título original en inglés: The Slovo Stove) es una novela corta del escritor estadounidense Avram Davidson. Fue publicada originalmente en la antología Universe 15, editada por Terry Carr en 1985.
En 1998 fue incluida en su colección de relatos The Avram Davidson Treasury, antología editada por Robert Silverberg y Grania Davis que recopila gran parte de sus mejores relatos.
The Slovo Stove fue nominada al World Fantasy Award for Best Short Fiction de 1986 y quedó en el decimoséptimo lugar en el Premio Locus a la Mejor Novela Corta de ese mismo año.

## Argumento
Fred Silberman vuelve a su ciudad natal quince años después de ausentarse de ella. Un antiguo compañero de colegio, Wesley Brakk, le reconoce y le invita al apartamento de su familia donde están celebrando una tradición eslova y huzuk, dos diferentes etnias de su tierra de origen en Europa.
Allí, Fred verá por primera vez un hornillo eslovo, un intrigante artilugio de apariencia normal, pero que extrañamente produce calor. Su interés por averiguar su funcionamiento le llevará a vivir situaciones desesperadamente cómicas, al chocar con ciertos tabúes étnicos.